# Yes (Tommy Cash)
Yes è il secondo album in studio del rapper estone Tommy Cash, pubblicato il 30 novembre 2018.

## Descrizione
L'album è composto da 11 tracce, di cui un singolo, X-Ray, pubblicato una settimana prima dell'uscita. Sono presenti collaborazioni con lo stilista statunitense Rick Owens e il cantante brasiliano MC Bin Laden.

## Tracce
1. Wait a Minute! (Intro) – 2:41 ( Tomas Tammemets, Ville Petteri Haimala, Alexander Guy Cook)
2. Mona Lisa (feat. Rick Owens) – 5:24 (Tomas Tammemets, Ville Petteri Haimala, Alexander Guy Cook, Richard Saturnino Owens)
3. X-Ray – 3:48 (Tomas Tammemets, Ville Petteri Haimala, Alexander Guy Cook, Anna-Lisa Himma, Caroline Polachek, Daniel Eisner Harle)
4. Brazil (feat. MC Bin Laden) – 2:42 (Tomas Tammemets, Jefferson Cristian dos Santos de Lima, Alexander Ridha)
5. Vegetarian – 4:08 (Tomas Tammemets, Alexander Ridha)
6. Horse B4 Porsche – 3:25 (Tomas Tammemets, Ville Petteri Haimala, Alexander Guy Cook)
7. Dostoyevsky – 2:40 (Tomas Tammemets, Ville Petteri Haimala, Alexander Guy Cook)
8. Black Jeans, White T-Shirt – 2:38 (Tomas Tammemets, Ville Petteri Haimala, Alexander Guy Cook, Alexander Ridha)
9. Cool 3D World – 3:41 (Tomas Tammemets, Alexander Guy Cook)
10. Not Care – 4:01 (Tomas Tammemets, Alexander Ridha)
11. Yes or No? (Outro) – 2:41 (Tomas Tammemets, Ville Petteri Haimala)

## Classifiche
| Classifica (2018) | Posizione |
| ----------------- | --------- |
| Estonia           | 1         |